# Nieuwe Erven (Stratum)
Nieuwe Erven is een buurt in het stadsdeel Stratum in de Nederlandse stad Eindhoven. Op 1 januari 2023 telde de buurt 1.135 inwoners, verdeeld over 606 woningen, met een gemiddelde WOZ-waarde van € 299.000, op een oppervlakte van 0,15 km².
De buurt behoort tot de wijk Putten, waartoe de volgende buurten behoren:
- Poeijers
- Burghplan
- Sintenbuurt (Bonifaciuslaan)
- Tivoli
- Gijzenrooi
- Nieuwe Erven
- Kruidenbuurt
- Schuttersbosch
- Leenderheide
- Riel

Het zuidoosten van Stratum was heideveld en werd omstreeks 1800 gedeeltelijk ontgonnen. Het kreeg toen de naam De Nieuwe Erven.

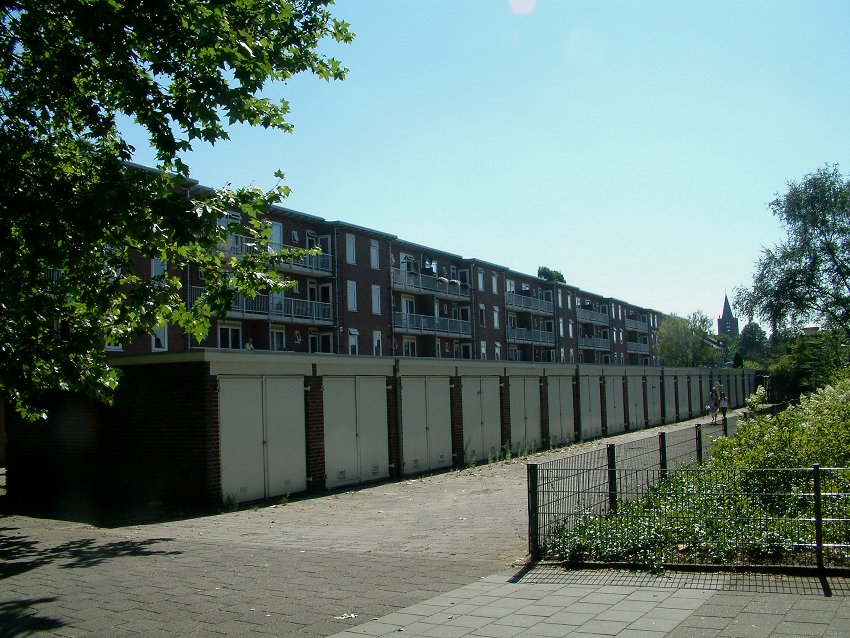
Bosranklaan
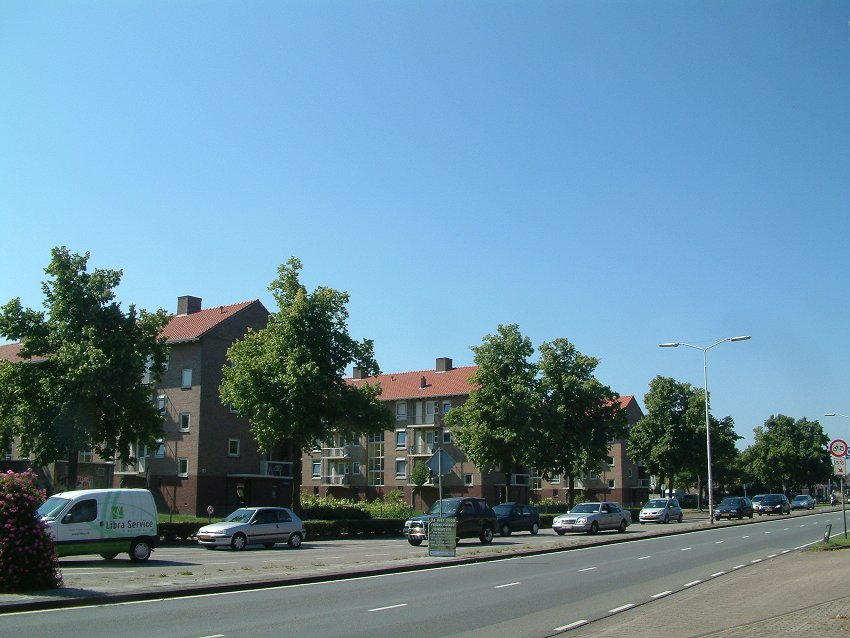
Petuniapad en Lobeliapad, gelegen aan Ring